# Сни у відьминому домі
«Сни у відьминому домі» (англ. The Dreams in the Witch House) — повість в жанрі жахів Говарда Лавкрафта, написана у січні-лютому 1932 року. Перша публікація відбулася в липні 1933 року в журналі «Weird Tales».